# Magnetooptický disk

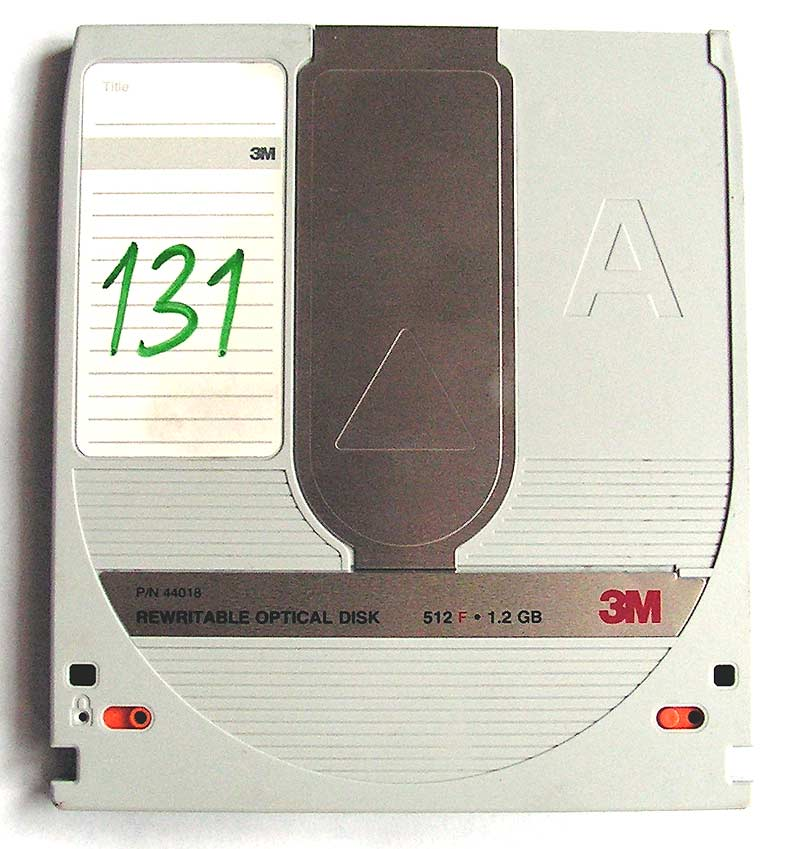
Magnetooptický disk. Kapacita 1,2GB

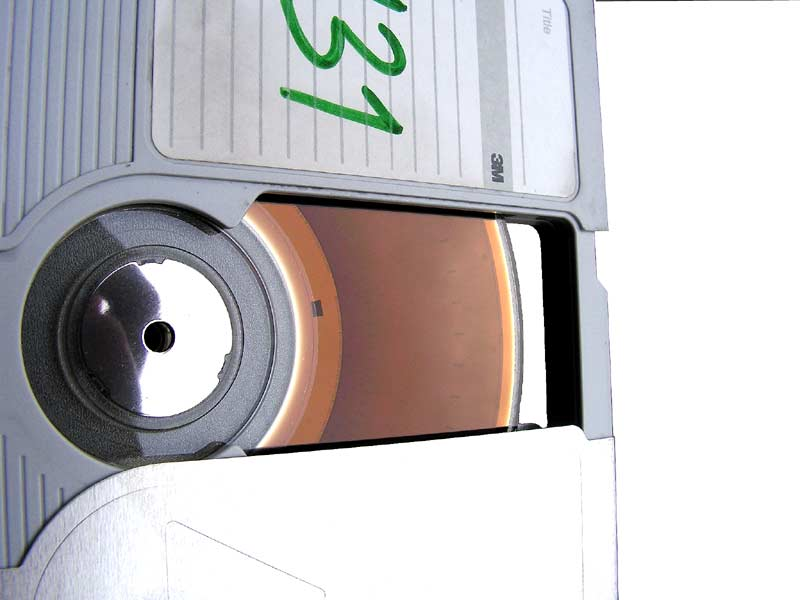
Povrch magnetooptického disku

Magnetooptický disk je magnetické záznamové médium.
Magnetooptické disky jsou vyrobeny ze silně magnetických materiálů. Orientaci magnetických částic nelze u těchto disků za normálního stavu ovlivnit. Čteny jsou pomocí magnetooptických mechanik. Jedním z výrobců těchto disků jsou firmy 3M a SONY. Jedním z principů použitých v prototypech je využití rozdílu magnetických vlastností některých materiálů (např. slitiny fermia, železa a kobaltu) za různých teplot – kritický je tzv. Curieho bod 240 °C. V čtecí a zápisové hlavě je kromě optického systému také malá cívka vytvářející slabé magnetické pole. Při záznamu informace se využívá toho, že lokální zmagnetování vrstvy se provede jen v těch místech, která jsou laserem ohřáta na Curieho bod. Čtení je založeno na tom, že odrazivost zmagnetovaných a nezmagnetovaných míst na povrchu disku, se liší.

## Způsob zápisu
Zdrojem a nosičem magnetického pole je tenká vrstva zmagnetované feromagnetické látky. K zápisu informace se využívá nejčastěji místního zahřátí zmagnetovaného materiálu na Curieovu teplotu (např. krystaly MnSi, EuO, PtCO), při které dochází ke změně struktury látky a při které je citlivá i na malá magnetická pole.
Způsob zápisu probíhá tedy tak, že se magnetická hlava přepne do stavu logické nuly, laser se nastaví na vyšší výkon, ohřeje blok datových bitů na teplotu Curieho bodu a magnetická hlava zapíše logické nuly. Následuje druhá fáze – v dotyčném bloku se ohřejí místa budoucích logických jedniček a magnetická hlava zapíše logické jedničky. Ohřáté lokace se velmi rychle ochlazují a magnetické domény pak zůstávají doslova zmrazeny v tenké feromagnetické vrstvě.

## Způsob čtení
Čtení probíhá laserovým paprskem malého výkonu. Využívá se zde tzv. Kerrova efektu. U světelného svazku, který dopadne na zmagnetizovanou doménu dochází ke stáčení polarizační roviny odraženého světla buď na jednu nebo druhou stranu podle toho, jak je doména polarizována. Citlivé polarizační filtry ve čtecí hlavě pak poznají, zda byl zaznamenán bit 0 nebo bit 1.

## Rozdělení magnetooptických disků
Existují dva typy magnetooptických disků:
- disky WORM (Write Once Read Many)
- disky přepisovatelné

Magnetooptické disky se vyrábějí ve dvou rozměrech a to 5,25" a 3,5". Kapacity těchto disků se pohybují od 128 MB až po 600 GB a neustále se vyvíjejí. Nevyžadují náročnou údržbu, lze je otírat a mýt běžným saponátem. Životnost dat bývá až 100 let. Ukládání dat na magnetooptická média je poměrně drahé, stejně tak i cena samotných mechanik. Klesá však při zvyšování požadavků na kapacitu. Kromě samotných magnetooptických jednotek se používají magnetooptické knihovny, ve kterých bývá mechanismus pro automatickou výměnu disků a většinou více než jedna mechanika.